# Immanuël Pherai
Immanuël-Johannes Pherai (* 25. April 2001 in Amsterdam, Niederlande) ist ein surinamisch-niederländischer Fußballspieler. Der Offensivspieler steht in Deutschland beim Hamburger SV unter Vertrag und ist surinamischer Nationalspieler.

## Karriere

### Verein

#### Jugend in den Niederlanden und Dortmund
Pherai begann in seiner Geburtsstadt beim AFC Amsterdam mit dem Fußballspielen. Als Zwölfjähriger wechselte er in die Nachwuchsakademie von AZ Alkmaar, die, während er dort ausgebildet wurde, zweimal den Rinus-Michels-Award für die beste Jugendabteilung der Niederlande gewann. Bereits mit 16 Jahren war der Mittelfeldspieler erstmals für die A-Junioren sowie einmal für die in der drittklassigen Tweede Divisie spielende zweite Herrenmannschaft aktiv. Der damalige Klient des Beraters Mino Raiola wechselte im Sommer 2017 nach positiven Gesprächen mit dem Nachwuchskoordinator Lars Ricken in den Ruhrpott zu Borussia Dortmund, wo er einen Dreijahresvertrag erhielt; kein Nachwuchsspieler Alkmaars war früher als Pherai ins Ausland gewechselt. Mit der U17 des BVB nahm der Niederländer am Bundesligaspielbetrieb teil, wurde bevorzugt als „Zehner“ eingesetzt und konnte in 26 Ligaspielen 11 Tore erzielen sowie 21 weitere vorbereiten. Als zweitbester Scorer des Teams trug er so neben Spielern wie Youssoufa Moukoko zum Gewinn des Meistertitels bei, wobei er auch im Endspiel zwei Treffer markierte. Zur Folgesaison rückte Pherai in die A-Jugend auf und konnte erneut überzeugen. Er spielte mit der Mannschaft im Junioren-Vereinspokal sowie in der UEFA Youth League, in der Bundesliga wurde hingegen die Meisterschaft errungen.
Im Sommer 2019 ging Pherai als Stellvertreter des Mannschaftskapitäns Alaa Bakir mit der U19 in die Saison und durfte bereits in der Sommervorbereitung gemeinsam mit der ersten Herrenmannschaft an deren Sommertrainingslager teilnehmen. Nachdem er mit der A-Jugend in der Zwischenrunde der Youth League ausgeschieden war und die aufgrund der COVID-19-Pandemie abgebrochene Spielzeit mit ihr als Tabellenzweiter der Bundesligastaffel West abgeschlossen hatte, nominierte ihn Cheftrainer Lucien Favre in der Saisonendphase mehrmals für den Spieltagskader der Profis. Favre setzte aber auf der Zehnerposition auf Julian Brandt sowie auf den 17-jährigen Giovanni Reyna von der Bank.

#### PEC Zwolle
Nach Abschluss der Vorbereitung auf die Spielzeit 2020/21, in der Pherai in Testspielen treffen konnte, wurde vereinsintern entschieden, den Spieler nicht in den Profikader aufzunehmen und ihn stattdessen ein Jahr lang in der Eredivisie bei der PEC Zwolle Erfahrungen im Herrenbereich sammeln zu lassen. Als Gegenpart zu Clint Leemans oder Eliano Reijnders auf der rechten Seite spielte Pherai zunächst regelmäßig als Linksaußen, schoss aber in seinen ersten neun Ligaspielen nur ein Tor und wurde dann mehrere Partien in Folge gar nicht eingesetzt. In der Rückrunde spielte der Niederländer auch diverse Male im offensiven Mittelfeld oder auf dem rechten Flügel, letztlich folgten nur ein weiteres Tor sowie zwei Vorlagen. Allerdings war Pherai mit fünf Scorerpunkten sogar noch einer der besten Offensivspieler des Teams, dessen effektivster Scorer Virgil Misidjan gerade einmal sieben Zähler gesammelt hatte. Mit der PEC wurde der Spieler am Ende Dreizehnter, nachdem man sich den gesamten Saisonverlauf über nur selten aus dem unteren Drittel hatte kämpfen können.

#### Rückkehr nach Dortmund
Zur Saison 2021/22 kehrte Pherai zu Borussia Dortmund zurück und wurde in die zweite Mannschaft integriert, die zuvor als Meister der Regionalliga West in die 3. Liga aufgestiegen war. Nach 13 Drittligaeinsätzen, bei denen er stets in der Startelf stand und ein Tor erzielte sowie vier weitere vorbereitet hatte, stand er Ende Oktober 2021 unter Trainer Marco Rose beim 2:0 über den Zweitligisten FC Ingolstadt 04 in der 2. Runde des DFB-Pokals erstmals seit seiner Rückkehr im Spieltagskader der ersten Mannschaft, wurde jedoch nicht eingewechselt. Es folgten bis zur Winterpause sechs weitere Ligaspiele, in denen sich der Niederländer sechs Scorerpunkte verdiente; gemeinsam mit dem Stürmer Berkan Taz war er der effektivste Offensivspieler der Dortmunder U23. Beim 2:1 gegen Halle schoss Pherai beide Tore selbst, zum 3:1 über Zwickau beteiligte er sich erneut direkt an zwei Treffern. Im neuen Jahr blieb Pherai Stammkraft und wurde weiterhin variabel im Mittelfeld eingesetzt, steuerte jedoch nur noch zwei weitere Torbeteiligungen bei. Eine Fußverletzung sowie eine Gelbsperre kosteten ihn mehrere Partien, am Saisonende stand der Niederländer mit der Dortmunder U23 auf Rang 9. Am vorletzten Spieltag debütierte Pherai zudem unter Trainer Rose in der Bundesliga, als er beim 3:1-Sieg gegen den Absteiger Greuther Fürth kurz vor Ende des Spiels eingewechselt wurde.

#### Eintracht Braunschweig
Vor Beginn der Vorbereitung auf die Spielzeit 2022/23 lehnte der Mittelfeldspieler die Verlängerung seines auslaufenden Vertrags ab und wechselte zum Zweitligaaufsteiger Eintracht Braunschweig. Diesen hatte zuvor unter anderem Martin Kobylański verlassen, der ebenfalls offensiv variabel eingesetzt werden konnte. Unter Michael Schiele avancierte der Niederländer sofort zum wichtigsten Spieler in der Offensive und verdrängte beispielsweise Keita Endō in die Reservistenrolle. Er absolvierte 29 von 36 Pflichtspielen in Liga und Pokal und stand in 22 davon in der Startelf. Mit 17 Scorerpunkten war er noch vor Anthony Ujah (15) der statistisch beste Torschütze der Braunschweiger, mit denen er phasenweise eine Sieglosserie von sechs Partien hinnehmen musste und am Saisonende auf Rang 15 abschloss. Pherai bereitete etwa beide Tore beim 2:1 gegen den Karlsruher SC vor, traf zweimal, als der FC St. Pauli mit demselben Ergebnis besiegt wurde oder war auch im Aufeinandertreffen mit Greuther Fürth, das mit 2:2 endete, an beiden Treffern direkt beteiligt. 
Im DFB-Pokal spielte der Offensivspieler mit der Eintracht in der 1. Runde gegen den Bundesligisten Hertha BSC. Erst holte Pherai in dieser Partie einen Foulelfmeter heraus, den sein Mitspieler Brian Behrendt zum 1:2-Anschlusstreffer verwandelte, dann traf er in der Verlängerung zum 3:2. Auch beim 4:4, das letztendlich beide Vereine ins Elfmeterschießen zwang, assistierte der Niederländer. In diesem verwandelte Pherai seinen Versuch und zog letztendlich mit seiner Mannschaft in die 2. Runde ein. In der Partie der zweiten Runde schied Braunschweig gegen den niedersächsischen Rivalen und Bundesligisten VfL Wolfsburg aus, Pherai selbst musste aufgrund einer Verletzung nach einer halben Stunde den Platz verlassen.

#### Hamburger SV
Zur Saison 2023/24 wechselte Pherai innerhalb der 2. Bundesliga zum Hamburger SV, bei dem er einen Vertrag bis zum 30. Juni 2027 unterschrieb.

### Nationalmannschaft
Pherai absolvierte 38 Partien für Nachwuchsnationalmannschaften des KNVB. Da sein Vater aus Suriname stammt, ist er auch für den surinamischen Fußballverband spielberechtigt. Für die Länderspiele im Juni 2024 wurde Pherai erstmals in die surinamische Nationalmannschaft berufen. Er debütierte am 5. Juni 2024 bei einem 4:1-Sieg gegen St. Vincent und die Grenadinen im Rahmen der Qualifikation zur  Weltmeisterschaft 2026.

## Spielweise
Pherai kommt bevorzugt im offensiven Mittelfeld auf der Position des „Zehners“ zum Einsatz. Während seine Schwächen im Tempo sowie der Dynamik liegen, beweist er eine gute Spielauffassung sowie Stärken im Dribbling und in der Ballbeherrschung.

## Erfolge
- Aufstieg in die Bundesliga: 2025 (Hamburger SV)
- Deutscher A-Junioren-Meister: 2019 (Borussia Dortmund)
- Deutscher B-Junioren-Meister: 2018 (Borussia Dortmund)
- Meister der B-Junioren-Bundesliga West: 2018 (Borussia Dortmund)